# Phaeoura perfidaria
Phaeoura perfidaria là một loài bướm đêm trong họ Geometridae.